# Call of Duty: Black Ops II
Call of Duty: Black Ops II és un videojoc de tir en primera persona disponible des del 13 de novembre de 2012, creat per Treyarch i distribuït per Activision. El videojoc, és el novè títol principal de la sèrie del mateix nom, i seqüela del joc que va sortir el 2010, Call of Duty: Black Ops. L'anunci oficial va ser rellevat l'1 de maig de 2012. Call of Duty: Black Ops II es divideix en dues històries, una el 1986 i 1989 amb Alex Mason i una altra el 2025 amb David Mason, el fill d'Alex Mason. Frank Woods no mor a Black Ops i reapareix de nou a Black Ops 2. Treyarch ha confirmat que la manera Zombies tornarà a Black Ops II amb la seva pròpia campanya. El joc és disponible per a les consoles Play Station 3, Xbox 360 i Wii U.
Els seus predecessors van ser Call of Duty: World at War i Call of Duty: Black Ops. Aquesta és la tercera vegada que els zombis apareixen en un Call of Duty, i la primera vegada que té la seva pròpia campanya, juntament amb la història principal. Treyarch ha confirmat també que els zombis posarà en marxa el motor de multijugador, el que permet una experiència més profunda de la comunitat, juntament amb noves maneres de joc. També s'ha confirmat que el mode Zombies suportarà 8 jugadors cooperatius, a diferència de Call of Duty: World at War i Call of Duty: Black Ops, que només admeten quatre jugadors. Els zombis apareixen amb una història paral·lela desenvolupada a partir del primer joc de la saga anomenat Call of Duty: World at War En aquest cas la història de zombis s'amplia amb nous personatges com: Abigail "Misty" Briarton, Marlton Johnson, Samuel Stuhlinger, Russman, que simplement són els supervivents a aquesta apocalipsi zombie i que intenten trobar armes més fortes per resoldre el problema.
El joc té una seqüela, Call of Duty: Black Ops III, llançat el 2015.

## Escenari
Black Ops II és el primer títol de la sèrie que s'estableix en un ambient completament futurista; a diferència dels seus dos antecessors, Modern Warfare 3 i Black Ops, que s'establien en un futur proper i en la Guerra Freda, respectivament. La nova ambientació s'ha descrit com una "Guerra Freda del segle XXI". El joc inclourà dues línies argumentals, l'any 1980 i el 2025; en aquest últim, la Xina i els Estats Units estan embrancats en una guerra freda, * Compilat d'anàlisi de Call of Duty: Black Ops 2 a causa que la Xina prohibeix l'exportació d'elements de recursos naturals després d'haver rebut un ciberatac que paralitza la seva Borsa de Valores. La guerra en què Black Ops II se situa està ara definida per la robòtica, la informàtica, vehicles no tripulats i altres avenços tecnològics.
L'argument del joc s'inicia als anys 80 durant la Guerra Freda, això amb la finalitat de centrar-se en l'origen de la història del principal antagonista de Black Ops II, Raúl Menéndez; que, en 2025, és ell qui provoca la guerra entre la Xina i EUA.3 En la línia temporal de 1980, el protagonista és Alex Mason, qui també ho era en Black Ops. Frank Woods, un altre dels personatges de Black Ops, torna a aquest argument i és a més el narrador de la línia temporal de 2025. A la secció d'aquest any el protagonista serà David Mason, fill d'Alex.

## Argument
El comandant David Mason (nom en codi "Section") és el principal personatge jugable, juntament amb Alex Mason, i el protagonista principal a Call of Duty: Black Ops II. És el fill de l'agent de la CIA i l'USMC Alex Mason, membre del SEAL Team Six, i el comandant de totes les missions J-SOC Strike Force des de l'USS Barack Obama.

### Infantesa
David Mason va néixer el 1979, fill de l'agent de la CIA Alex Mason i la seva dona, no identificada. Criat a la ciutat natal del seu pare (Fairbanks, Alaska), la relació de David amb el seu pare es torna agra després de la mort de la seva mare. A causa de les experiències del seu pare el passat, la criança dura, i el seu compromís de servir als EUA, David va dur a terme un profund ressentiment cap al seu pare, però no volia perdre'l, que era pel que va fer fer al seu pare la promesa de no anar en cap més missió per als militars.
El 1986, Alex Mason va tornar al servei actiu amb la CIA per rescatar Frank Woods, deixant al jove David en la cura de l'esposa de Jason Hudson, Jenny. David va tractar d'aturar al seu pare d'anar-hi però Alex li va dir a David que Woods ho faria per ell. El 1989, Raúl Menéndez segrestà David i el drogà fins a deixar-lo inconscient, i el portà a Panamà abans de la missió de Mason per capturar el llavors dictador de Panamà, Manuel Noriega. Menéndez es va burlar de David sobre la propera posada en marxa, dient-li que per la seva germana Josefina, Alex Mason moriria. El talps de Menéndez dins de la CIA van ajudar a facilitar la captura de Noriega i enganyar tant Mason i Woods en la creença que estarien negociant el dictador capturat per Menéndez. Després que Woods va ser enganyat per disparar i possiblement matant a Mason, creient que era Menéndez, el narcoterrorista matà a Hudson i va deixar tant al jove David i a l'esguerrat Woods viu. David després va sortir del seu tràngol només per veure al seu pare que no respon. Creient que el seu pare era mort (depenent de les accions del jugador), David començà a plorar mentre Woods intentava consolar-lo només per perdre la consciència de les ferides.
Sentint-se de culpable per haver disparat al seu millor amic, Woods va prendre el jove David i el va criar. No obstant això, per no fer entristir David i reviure el dolor de les circumstàncies de la mort del seu pare,Woods diu a David que es tractava d'un boig qui ho va fer. Quan Woods va ser posat a la casa de retir The Vault, va mantenir diverses de les imatges dibuixades de la infància de David.

### Carrera militar
El 1996, David va ser comissionat com a oficial de la Marina (encara que la forma en què ho va fer és no especificada) i, finalment, ho va fer en els Navy SEALs d'elit de la Marina. Al cap d'uns anys servint amb els SEAL, David va ser reclutat en l'Equip SEAL Team Six, finalment arribant al rang de capità de corbeta abans dels esdeveniments de Call of Duty: Black Ops II. Trenta anys des de la seva última trobada amb David, Raúl Menéndez van arribar al poder i planejat llançar un atac cibernètic en un intent de començar la Segona Guerra Freda. El 19 d'abril, 2025, David, es va convertir en un SEAL comandant de la marina amb nom en codi 'Secció' i es fa amic de Mike Harper.

### The Vault i aprenent la història de Menéndez
Al descobrir que Menéndez havia visitat Woods a The Vault, David, Harper, i alguns SEALs van anar a l'habitació de Woods i li van preguntar sobre Menéndez. Woods dona un penjoll a David donada per Menéndez però David comença a veure imatges de Menéndez i ell mateix com un nen. Harper inicialment va pensar que Woods va ser només una pèrdua de temps fins que Woods recordà les seves aventures amb el pare de David, Alex Mason, des del seu rescat a Angola i l'intent d'assassinat de Menéndez de Mason, que el va portar a voler venjança. El segon va ser la seva aventura amb Mason i Tian Zhao a l'Afganistan, on es troben Lev Kravchenko, un vell enemic de Mason que era responsable dels números de rentada de cervell i les al·lucinacions de Reznov. Woods comenta que David era igual al seu pare en la creença que era Reznov que els va salvar de la traïció de Rahman. Woods finalment té la seva trobada amb Menéndez a Nicaragua, revelant que ell va matar accidentalment a la germana de Menéndez, Josefina. També van aprendre que la flota d'avions no tripulats es basa realment en un element controlat per la Xina que els fa preocupar. No obstant això, quan David pregunta a Woods per què encara era viu, tot i que Menéndez havia fet una visita, Woods fa cas omís de la pregunta i li diu que vagi a buscar "a aquell boig".

### Celebri
L'endemà, David, juntament amb Harper, Salazar i Crosby van anar a investigar la presència de soldats de Menéndez a Myanmar. Allí van descobrir que Menéndez tenia la intenció d'utilitzar Celebri com a base per a un atac cibernètic que podria paralitzar tot el món cibernètic. També van aprendre que Menéndez estava fent servir tots els seus diners per contractar Milícies, SDC i Mercenaris. Estava fent servir la instal·lació a Myanmar per construir el seu propi exèrcit de CLAWs, quadrotors (MQ-27 Dragonfires), A.S.D.s i MQ Drones. Gràcies a la informació de Woods, David va descobrir que tots els diners que Menéndez va aconseguir van ser invertits en totes les armes. David i el seu equip van trobar un científic anomenat Erik Breighner que s'havia criat en un nucli per processar Celebri,el que faria que totes les tecnologies existents fossin inútils. Encara que Erik va morir, ell va ser capaç de donar a David el nucli de Celebri, que més tard va donar a Almirall Tommy Briggs que el va portar a un equip d'extracció.

### Pakistan
Un mes més tard, David i el seu equip van anar a investigar al segon al comandament de Menéndez, DeFalco, que va ser vist al Pakistan. No obstant això, abans de sortir, David començar a veure imatges de Menéndez i ell mateix com un nen una altra vegada. David es va adonar que Menéndez va tenir un paper en la mort d'Alex 30 anys abans. Un cop a Pakistan,quan van ser capaços d'infiltrar-se en Anthem, un complex d'alta seguretat,van aconseguir gravar la conversa de Menéndez amb el líder de l'ISI pakistanès, que revela que el general Tian Zhao de la SDC estava formant en secret una aliança amb Menéndez i que tindrien una reunió el 17 de juny.També van descobrir que Menéndez havia assignat a DeFalco per capturar Karma. L'equip va aconseguir escapar després que gairebé es vegin compromesos, però es van trobar amb les forces de Zhao. No obstant això, Zhao els deixa viure des que va assumir que anaven només per Menéndez, i no sabien el seu secret, perquè no volia veure's capturat.

### Karma
La informació gravada de la conversa també va revelar que Karma, la que pensaven que seria la ciberarma que usaria Menéndez, era a Colossus. David, Harper i Salazar van anar a Colossus, i després de lluitar contra diversos PMCs van saber que Menéndez planejava bombardejar tota l'illa flotant. També van descobrir que "Karma" no era una arma, sinó una dona anomenada Chloe Lynch. Ells troben Chloe al Club Solar, però al mateix temps també apareix DeFalco i pren com a ostatges a diversos transeünts. Després que Chloe decideix donar-se a si mateixa per salvar als transeünts,David i el seu equip persegueixen DeFalco.
Si el jugador aconsegueix arribar a DeFalco, aquest tornarà foc i morirà en la batalla. El seu cos, llavors és portat a un VTOL per Harper i Salazar, s'aconsegueix salvar Chloe.
Si el jugador falla al perseguir a DeFalco (o falla intencionadament), DeFalco s'escaparà amb Chloe i sobreviurà. No obstant això, se li donarà al jugador un nou intent de salvar Chloe en la missió de Strike Force "Second Chance"(Segona Oportunitat).

### La veritable mort d'Alex Mason
Sabent que Woods encara tenia una mica d'informació,David va anar a The Vault i va preguntar sobre el que va succeir a Panamà. Segons la història anava sent explicada, David es va sorprendre en descobrir que el seu pare no va morir per les mans de Menéndez, sinó per Woods. Sabent que no era culpa seva, David va assegurar a Woods que Menéndez seria derrotat.

### Missions de Strike Force
Aquestes missions es podrien ometre si es volgués, però això donaria lloc a l'eventual destrucció de la USS Obama.
Secció i Briggs breu un grup de soldats a les batalles contra JSOC Tian Zhao per contrarestar el seu pla de fer-se càrrec de Rússia i fer SDC la força militar més gran del planeta. Secció comunica amb els actius JSOC desplegats a l'Índia, Singapur, Afganistan, Iemen i el Pakistan.

### Capturant Menéndez
David assisteix a l'emboscada contra una manifestació de Cordis Die al Iemen, i apareix en persona després que hagi mort Harper o Farid. Harper o Farid és evacuat i la David avança cap a una nau de guerra VTOL estrellada on estava Menéndez. David captura Menéndez sense incidents i el porta de tornada a la USS Barack Obama. Però Menéndez turmenta David en el camí de tornada sobre la recerca d'un món més nou junts i fins i tot referint-se a ell com David, ja que fins ara li deia Section.

### Atac a la USS Obama
David va interrogar Menéndez, però aquest havia pres com a ostatge a Salazar incapacitant David. Quan va tornar en si, David va lluitar a través de la Obama, defensant-la d'un atac dels mercenaris.David intentaa establir contacte amb Briggs, però en va. Les càmeres de seguretat van ser testimoni que Menéndez havia pres d'ostatge a Briggs i que Salazar els havia traït, així com Menéndez matant o ferint a Briggs. Si Farid és mort en aquest punt, llavors Chloe morirà ja sigui en mans de Salazar o de DeFalco. Si Farid encara està viu, anirà a sacrificar-se per salvar Chloe, resultant en la seva mort. Menéndez utilitza el cuc de Celebri en el seu ull fals per hackejar els sistemes de defensa del món. Secció va als sistemes informàtics, i, o bé Chloe (si és viva) amb l'intent de reiniciar-los o David farà que els tècnics hi treballin. A continuació, s'enfronta al capturat Salazar, qui es va rendir sense incidents. David expressa la seva decepció amb Salazar per la seva traïció.
Si Harper és mort, Salazar s'agafarà en custòdia. Si la USS Obama es destrueix, es presumeix que aquest mor amb tots els altres en la nau.
Si Harper és viu,executarà a Salazar amb una sola bala al cap de la seva Five-Seven.

### Atac a la USS Obama (II)
David després va escapar de la USS Barack Obama amb Harper (si havia sobreviscut) i Crosby.
Si les missions de Strike Force han estat completades i Briggs es va salvar, l'USS Obama serà salvat pels combatents xinesos.
Si les missions de Strike Force no han estat completades, han estat fallades, o si Briggs va ser assassinat, l'USS Obama serà destruïda per la flota de drons MQ27.

### Protegint President Bossworth
La creença que Menéndez podria estar planejant atacar al President EUA, David es va fer càrrec de l'escorta del President Bossworth a través dels carrers de Los Angeles enmig del caos a tot el món de la pirateria de Menéndez. Ell també va ajudar a diversos combois del G-20 (incloent el president francès), i va posar a prova un FA38 per cobrir el comboi des de dalt fins a arribar a l'hotel Prom Night (Nit de Graduació).

### Asalt a Menéndez
Havent finalment assegurat el president, David dirigeix un equip internacional de forces especials en un atac massiu contra les instal·lacions Cordis Die de Menéndez a Haití, on estaven sent controlats els sistemes. A mig camí, va ser testimoni d'una transmissió en viu per Menéndez, i l'auto-destrucció de l'exèrcit de drons. Va continuar perseguint Menéndez (amb Harper, si sobrevivia). Quan van arribar a una habitació, el terra sota d'ells va explotar. David va aconseguir agafar la cornisa, però després es va adonar que Menéndez era a punt d'escapar amb dos soldats Mercenaris (un dels quals podria ser DeFalco, si sobrevivia, o Harper amb la cama ferida).David llisca cap avall, mentre que agafa una KAP-40 de la funda d'un soldat mort, i dispara als Mercenaris (i DeFalco, si no el van matar abans). A continuació, apunyala Menéndez a la cama amb el seu ganivet, a continuació, a l'espatlla, agafa el seu Tac-45, i, o bé pot executar o capturar-lo.
Si el jugador tria capturar-lo David aixeca Menéndez, que es mantindrà en els seus peus fins a arribar a un VTOL on serà emmanillat i portat lluny.
Si el jugador opta per matar Menéndez a continuació, David l'executa amb la seva pròpia Tac-45 i surt de l'hangar ja sigui sol o portant un Harper ferit al seu costat, si el jugador va salvar-lo a Achiles' Veil. Això es considera l'elecció canònica.

### Finals
Depenent de les accions de David i Woods, hi ha una sèrie de terminacions que tots tenen recompenses i conseqüències. Aquests són quatre dels possibles finals, però hi ha alguns finals que poden ser desbloquejats, en funció de les accions que el jugador fa.
- Final 1. Si Woods va disparar Mason en qualsevol lloc excepte el cap, Chloe va sobreviure a la traïció de Salazar i David perdona Menéndez, a continuació, el mateix David tornarà a aparèixer als 92 anys davant de Woods a the Vault. Alex després es reunirà amb David a The Vault,i a continuació, recorda a David de la cicatriu es va fer el 1986, i amb què li va fer orgullosos d'aquest dia, ja que té un record. Chloe serà capaç d'aturar l'atac cibernètic de Menéndez i aquest serà atrapat en custòdia.

- Final 2. Woods va disparar Mason a la cama, Chloe no va sobreviure a la traïció de Salazar i David captura Menéndez, a continuació, serà el propi Mason que tornarà a aparèixer als 92 anys de Woods a The Vault. No obstant això, un any després Menéndez escaparà de la custòdia després d'un atac cibernètic, matarà Woods i després es suicidarà.

- Final 3. Woods va matar Mason, Chloe va sobreviure a la traïció de Salazar i la David perdona Menéndez, a continuació, David i Woods visitaran la tomba d'Alex Mason, on revela que es retirarà. Frank, que té el plaer d'escoltar i diu que Alex està content també. Chloe serà capaç d'aturar l'atac cibernètic de Menéndez i aquest serà atrapat en custòdia.

- Final 4. Woods va matar Mason, Chloe no va sobreviure a la traïció de Salazar i Menéndez va morir, a continuació, David i Woods visitaran la tomba d'Alex Mason, on revela que es retirarà. Frank, que té el plaer d'escoltar i diu que Alex està content també. No obstant això Menéndez tindrà un vídeo preparat per reproduir-se després de la seva mort, causant la indignació massiva pública, disturbis a tot el món i el caos, amb les forces militars i de policia debilitats per l'atac de Menéndez, fent al·lusió a la destrucció del govern dels EUA.[cal citació]

## Zombis
En Black Ops II, Treyarch torna amb el seu popular manera "Zombies", en la iteració es destaquessin els elements dinàmics com el bus de "Tranzit". A això se suma la inclusió d'un nou una manera anomenat "Pena", que albergarà fins a vuit jugadors (que consisteixen en dos equips de quatre) en el qual s'ha d'intentar deixar enrere l'equip contrari, evitant com sigui que aconsegueixin sortir victoriosos. Mentrestant, torna el mode clàssic, aquest cop anomenat "Survival" l'objectiu és bàsicament el mateix vist en anteriors lliuraments produïdes per Treyarch, el qual és sobreviure a incessants hordes de zombis el major temps possible. Comptés amb un motor gràfic millorat que serà capaç de tenir el doble de zombis en una partida. Els personatges del Black Ops seran jugables mitjançant Easter Eggs, segons ha revelat la companyia de Treyarch.
A falta de conèixer al mínim detall totes les novetats que portarà amb si aquest renovat manera zombis, l'equip de desenvolupament promet nous personatges jugables que són Samuel, Mysty, Marlton i Russman, una major varietat de zombis, un armament notablement ampliat amb armes de disseny futurista, i sembla que també eines de combat cos a cos. La gran novetat serà la manera campanya (Tranzit), que es tracta d'una història cooperativa ambientada en un món en el qual els jugadors hauran de viatjar a diferents zones muntats en un autobús fortificat. Al mateix temps, en les modalitats zombis podran participar fins a vuit jugadors de forma simultània, en la manera pena.A més es podrà jugar de fins a quatre jugadors en mode pantalla dividida, es podran crear noves armes a partir d'objectes que trobem a la partida com ara l'escut antiavalots que es veu en el tràiler i (també amb objectes trobats a la partida) s'agregaran parts en les parades per accedir a llocs amagats en el joc, com també es podran modificar coses com l'autobús. També torna el reconegut "Pack a Punch" per millorar les armes obtingudes durant la partida, tot i que es mantindrà en un lloc amagat en el joc. Igual que la campanya i el multijugador, la manera zombis és ara més personalitzable, i es podrà triar la ronda inicial, la dificultat i si es vol l'aparició d'avantatges i altres.
Mapes del mode zombies
- Tranzit
- Pueblo
- Granja
- Nuketown Zombies
- Die rise
- Mob Of The Dead
- Buried
- Origins
- Convertido

## Mode multijugador
És la manera de joc més usat pels usuaris, ja que et permet jugar amb els teus amics igual que en el mode zombies. Consta de diverses maneres de joc, entre ells estan: Duel Per Equips, Domini, Cerca i Destruir, Baixa Confirmada, Demolició, Punt Calent, Contra Tots, Prendre La Bandera, Guerra Terrestre, Multi-equip, etc.
També té diverses categories d'armes, que són les següents, fusells, subfusells, escopetes, metralladores lleugeres, franctiradors, i un apartat especial per l'escut antiavalots
Mapes del mode multijugador
Els mapes oficials són: 
- Hijacked
- Yemen
- Standoff
- Turbine
- Aftermath
- Cargo
- Drone
- Meltdown
- Carrier
- Slums
- Express
- Overflow
- Raid
- Plaza
- Nuketown 2025